# Роббі Вайсс
Роббі Вайсс (англ. Robbie Weiss; нар. 1 грудня 1966) — колишній американський тенісист.
Найвищу одиночну позицію світового рейтингу — 85 місце досяг 29 жовтня 1990, парну — 271 місце — 26 червня 1989 року.
Здобув 1 одиночний та 1 парний титул.
Найвищим досягненням на турнірах Великого шолома було 2 коло в одиночному розряді.

## Фінали турнірів ATP за кар'єру

### Одиночний розряд: 1 (1 перемога)
| Легенда                                       |
| --------------------------------------------- |
| Турніри Великого шлема (0–0)                  |
| Фінали Світового туру ATP (0–0)               |
| Фінали Світового туру ATP серії Мастерс (0–0) |
| Серія турнірів ATP (0–0)                      |
| Світова серія ATP (1–0)                       |

| Фінали за покриттям |
| ------------------- |
| Тверде (0–0)        |
| Ґрунт (0–0)         |
| Трава (0–0)         |
| Килим (1–0)         |

| Фінали за типом корту |
| --------------------- |
| Відкритий корт (1–0)  |
| Закритий корт (0–0)   |

| Результат | В-П | Дата     | Турнір              | Рівень   | Покриття | Суперник    | Рахунок            |
| --------- | --- | -------- | ------------------- | -------- | -------- | ----------- | ------------------ |
| Перемога  | 1–0 | Жов 1990 | Сан-Паулу, Бразилія | Гран-прі | Килим    | Хайме Їсага | 3–6, 7–6(9–7), 6–3 |

## Фінали ATP Челленджер і ITF Ф'ючерс

### Одиночний розряд: 7 (3–4)
| Легенда              |
| -------------------- |
| ATP Челленджер (3–4) |
| ITF Ф'ючерс (0–0)    |

| Фінали за покриттям |
| ------------------- |
| Тверде (3–4)        |
| Ґрунт (0–0)         |
| Трава (0–0)         |
| Килим (0–0)         |

| Результат | В-П | Дата     | Турнір                        | Рівень     | Покриття | Суперник          | Рахунок       |
| --------- | --- | -------- | ----------------------------- | ---------- | -------- | ----------------- | ------------- |
| Поразка   | 0–1 | Лип 1989 | Аптос, США                    | Челленджер | Тверде   | Марк Каплан       | 4–6, 4–6      |
| Поразка   | 0–2 | Сер 1989 | Сіетл, США                    | Челленджер | Тверде   | Малівай Вашінгтон | 4–6, 3–6      |
| Поразка   | 0–3 | Бер 1990 | Мартиніка, Мартиніка          | Челленджер | Тверде   | Гійом Рау         | 6–3, 3–6, 3–6 |
| Перемога  | 1–3 | Тра 1992 | Іту, Бразилія                 | Челленджер | Тверде   | Роджер Сміт       | 3–6, 6–3, 6–4 |
| Перемога  | 2–3 | Лют 1993 | Ранчо-Міраж (Каліфорнія), США | Челленджер | Тверде   | Девід Нейнкін     | 6–1, 6–4      |
| Поразка   | 2–4 | Сер 1993 | Цинциннаті, США               | Челленджер | Тверде   | Даг Флек          | 6–7, 7–6, 4–6 |
| Перемога  | 3–4 | Лип 1995 | Гранбі, Канада                | Челленджер | Тверде   | Саргис Саргсян    | 6–2, 6–2      |

### Парний розряд: 1 (1–0)
| Легенда              |
| -------------------- |
| ATP Челленджер (1–0) |
| ITF Ф'ючерс (0–0)    |

| Фінали за покриттям |
| ------------------- |
| Тверде (0–0)        |
| Ґрунт (1–0)         |
| Трава (0–0)         |
| Килим (0–0)         |

| Результат | В-П | Дата     | Турнір         | Рівень     | Покриття | Партнер     | Суперники                    | Рахунок       |
| --------- | --- | -------- | -------------- | ---------- | -------- | ----------- | ---------------------------- | ------------- |
| Перемога  | 1–0 | Чер 1989 | Салоу, Іспанія | Челленджер | Ґрунт    | Конні Фальк | Пер Генрікссон Ніклас Утґрен | 5–7, 7–6, 6–4 |

## Юніорські фінали турнірів Великого шолома

### Парний розряд: 1 (1 перемога)
| Результат | Рік  | Турнір               | Покриття | Партнер                | Суперники                    | Рахунок        |
| --------- | ---- | -------------------- | -------- | ---------------------- | ---------------------------- | -------------- |
| Перемога  | 1984 | Вімблдонський турнір | Трава    | Ріккі Браун (тенісист) | Марк Кратцманн Юнас Свенссон | 1–6, 6–4, 11–9 |

## Досягнення
| W | Ф | ПФ | ЧФ | #Р | КТ | К# | DNQ | A | NH |

### Одиночний розряд
| Турніри Великого шлему                 |     |     |     |     |     |     |     |     |        |      |     |
| Відкритий чемпіонат Австралії з тенісу |     | К1р |     | 1р  | К3р | 2р  | 1р  | К2р | 0 / 3  | 1–3  | 25% |
| Відкритий чемпіонат Франції з тенісу   |     |     |     |     |     | 1р  | К1р | К1р | 0 / 1  | 0–1  | 0%  |
| Вімблдонський турнір                   |     |     |     |     | К2р | 1р  | 1р  |     | 0 / 2  | 0–2  | 0%  |
| Відкритий чемпіонат США з тенісу       | 1р  | 1р  |     |     | 2р  | 1р  | 2р  | К3р | 0 / 5  | 2–5  | 29% |
| В-П                                    | 0–1 | 0–1 | 0–0 | 0–1 | 1–1 | 1–4 | 1–3 | 0–0 | 0 / 11 | 3–11 | 21% |
| Тур ATP Мастерс 1000                   |     |     |     |     |     |     |     |     |        |      |     |
| Індіан-Веллс                           | 1р  |     |     |     |     | 1р  | 2р  |     | 0 / 3  | 1–3  | 25% |
| Відкритий чемпіонат Маямі з тенісу     |     |     |     |     | 4р  | 1р  | 2р  | К3р | 0 / 3  | 4–3  | 57% |
| Мастерс Канада                         |     |     |     |     | 2р  |     | 1р  |     | 0 / 2  | 1–2  | 33% |
| Мастерс Цинциннаті                     |     |     |     |     |     | 1р  |     |     | 0 / 1  | 0–1  | 0%  |
| В-П                                    | 0–1 | 0–0 | 0–0 | 0–0 | 4–2 | 0–3 | 2–3 | 0–0 | 0 / 9  | 6–9  | 40% |